# لايسترية شكيلة

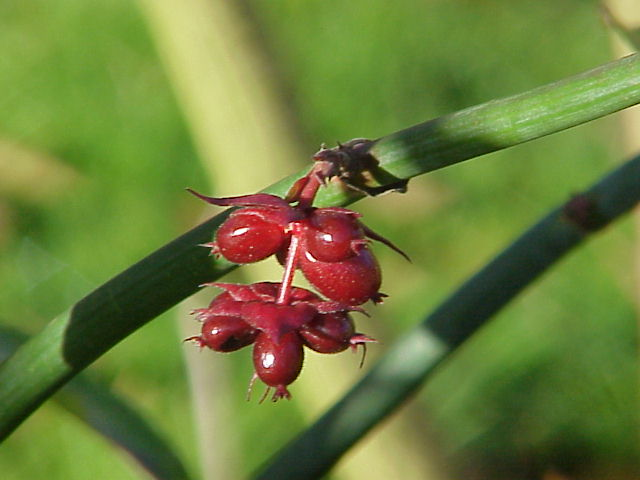
الثمر

لايسترية شكيلة (الاسم العلمي:Leycesteria formosa) هي نوع من النباتات يتبع جنس اللايسترية من الفصيلة المعزية الورق.